# Championnat d'Italie de rugby à XV 1975-1976
Navigation
Serie A 1974-1975 Serie A 1976-1977
Le Championnat d'Italie de rugby à XV 1975-1976 oppose les douze meilleures équipes italiennes de rugby à XV. Le championnat débute en 1975 et se termine en 1976. Le tournoi se déroule sous la forme d'un championnat unique en matchs aller-retour.
Le Rugby Rovigo de Julien Saby remporte le titre pour la 8e fois lors de la dernière journée devant Brescia. Le championnat est élargi à quatorze équipes la saison suivante.

## Équipes participantes
Les douze équipes sont les suivantes :
| - Amatori Catane - L'Aquila - Wührer Brescia - Casale Gasparello - Fiamme Oro - Frascati | - Parma - Petrarca Padoue - Algida Rugby Roma - Sanson Rovigo - Torino Ambrosetti - Metalcrom Trévise |

## Classement
| Rang | Club              | J  | V  | N | D  | Pm  | Pe  | Diff | Pts |
| ---- | ----------------- | -- | -- | - | -- | --- | --- | ---- | --- |
| 1    | Rugby Rovigo      | 22 | 16 | 4 | 2  | 470 | 203 | +267 | 36  |
| 2    | Rugby Brescia (T) | 22 | 16 | 2 | 4  | 385 | 157 | +228 | 34  |
| 3    | Petrarca Padoue   | 22 | 16 | 0 | 6  | 459 | 215 | +244 | 32  |
| 4    | L'Aquila Rugby    | 22 | 14 | 3 | 5  | 398 | 218 | +180 | 31  |
| 5    | Metalcrom Trévise | 22 | 13 | 1 | 8  | 327 | 261 | +66  | 27  |
| 6    | Rugby Rome        | 22 | 11 | 2 | 9  | 303 | 288 | +15  | 24  |
| 7    | Fiamme Oro Padova | 22 | 9  | 2 | 11 | 299 | 325 | -26  | 20  |
| 8    | Torino Ambrosetti | 21 | 6  | 3 | 12 | 220 | 379 | -159 | 15  |
| 9    | Amatori Catane    | 22 | 5  | 3 | 14 | 152 | 382 | -230 | 13  |
| 10   | Casale Gasparello | 21 | 4  | 5 | 12 | 128 | 355 | -227 | 13  |
| 11   | Rugby Parma       | 22 | 4  | 3 | 15 | 166 | 267 | -101 | 11  |
| 12   | Frascati          | 22 | 2  | 4 | 16 | 169 | 399 | -230 | 8   |

|  | Vainqueur (no 1)         |
|  | Relégués (no 11, no 12)  |
|  | T : tenant du titre 1975 |

Attribution des points :  victoire : 2, match nul : 1, défaite : 0.

## Vainqueur
| Entraîneur | Entraîneur             | Julien Saby                       |
| Avants     | Pilier                 | G. Checchinato, Fortunati, Menon  |
| Avants     | Talonneur              | Favaretto, E. Ferracin, Piasentin |
| Avants     | Deuxième ligne         | Dal Martello, Degan               |
| Avants     | Troisième ligne aile   | D. De Anna, Zamana                |
| Avants     | Troisième ligne centre | Thomas                            |
| Arrières   | Demi de mêlée          |                                   |
| Arrières   | Demi d'ouverture       |                                   |
| Arrières   | Centre                 | Barion                            |
| Arrières   | Ailier                 | Ballani, Toffoli, P. Zanella      |
| Arrières   | Arrière                | Roversi                           |